# Elasmus bellicaput
Elasmus bellicaput är en stekelart som beskrevs av Girault 1923. Elasmus bellicaput ingår i släktet Elasmus och familjen finglanssteklar. Inga underarter finns listade i Catalogue of Life.